# Батлер, Натаниэль
Натаниель Батлер (англ. Nathaniel Butler, 1578 — ?) — английский пират, который действовал в Карибском море в 1619—1639 годах.
Батлер юношей ушел в море из Бедфорда, совершал рейды в Северную Америку и Гайану. Ему покровительствовали Ричард Рич, граф Уорик и лидер протестантов, сделавший его губернатором одного из Бермудских островов. На этой должности он пробыл с 1619 до 1622 года. С 1623 года жил в английской колонии Виргиния. С 1625 по 1628 год Батлер командовал английскими кораблями во время морских кампаний в Испании и северной Франции. В 1637 году он получил должность капитана королевских военно-морских сил.
В 1638 году Батлер стал губернатором частной колонии Уорика на острове Провиденс. Примерно в апреле 1639 года он стал адмиралом Providence Island Company, собрав объединённый флот из голландских и английских кораблей. Разграбив несколько небольших городов, флотилия обрушилась на Трухильо, главный порт Гондураса. В 1597 году защитники Трухильо смогли отразить нападение сэра Энтони Шерли, но Батлер застал их врасплох, что позволило ему получить выкуп в 16 000 фунтов стерлингов. Батлер, по-видимому, разделил добычу несправедливо, взяв себе больше, чем следовало. Возвратившись на остров Провиденс в сентябре 1639 года, он поспешно, в обстановке строгой секретности, отплыл в Англию.
В 1634 году Батлер опубликовал «Диалог относительно морских дел» («Dialogicall Discourse Concerning Marine Affairs»). В 1929 году его книга была переиздана У. Г. Перрином.